# Fortunatus Máté
Fortunatus Máté, Szerencsés Máté latinos névformában Matthaeus Fortunatus (Pannonius) (1490 k.–Eger, 1528 k.) „az első, a legmagasabb mércével mérve is európai szintű magyarországi klasszikus filológus.”
Szinnyei szerint magyar, más források szerint dalmáciai származású volt. Brodarics István támogatásával Páduában járt egyetemre. Újabb pártfogójával, Batthyány Orbánnal Romoló Amaseo humanista tanárnál lakott.
Páduai tanulmányai közben készítette elő Seneca természettudományi művének kommentárokkal ellátott szövekritikai kiadását, amely Velencében jelent meg Aldus Manutius nyomdájában: L. Ann. Senecae Naturalium Quaestionum Libri VII. emend. et annotationibus.  Venetiis, 1522. A könyv a nyomda legritkább termékei közé tartozik, Fortunatus saját állítása szerint ezernél is több hibát javított ki benne. Rotterdami Erasmus nagyra tartotta Fortunatus szövegkritikai munkáját, és az általa végzett javításokat átvette az általa előkészített 1529-es bázeli kiadásban, Fortunatust pedig társszerkesztőként tüntette fel. A Fortunatus-féle Seneca-kiadást a modern klasszika-filológia ma is számon tartja.
Tervezte Plinius Historia naturalis című művének kiadását is, de erre nem került sor.